# ذا كوليكتور (فلم)
ذا كوليكتور (بالإنجليزية: The Collector) (بالعربية تعني الجامع) هو فلم رعب أمريكي أنتج في 2009, من كتابة ماركوس دونستان وباتريك ميلتون، ومن إخراج ماركوس دونستان.

## الشخصيات
- مادلين زيما في دور «جيل»
- أندريا روث في دور «فيكتوريا»
- دانييلا ألونسو في دور «ليزا»
- روبرت ويسدوم في دور «راي»
- جوش ستيوارت في دور «أركين»
- مايكل رايلي بيرك في دور «مايكل»
- خوان فرنانديز في دور «ذا مان (الرجل)» (معروف أيضاً باسم «ذا كوليكتور»)

## وصلات خارجية
- الموقع الرسمي
- مقالات تستعمل روابط فنية بلا صلة مع ويكي بيانات